# Andrej Stankovič
Andrej Stankovič (22. června 1940 Prešov – 12. července 2001 Praha) byl básník, knihovník, editor a filmový kritik, jeden z představitelů pražského undergroundu.

## Život a činnost
Od roku 1946 žil s rodiči v Čechách, na Univerzitě Karlově vystudoval knihovnictví a vědecké informace (absolvoval roku 1975 s diplomovou prací o Josefu Florianovi).
Poezii publikoval nejprve v revui Tvář, do jejíž redakce se zapojil v roce 1968. Po nástupu normalizace se živil převážně manuálně, publikoval v samizdatu (například filmové kritiky, překlady). Byl signatářem Charty 77 a monarchistického manifestu Návrat krále hnutí České děti spisovatele Petra Placáka a členem Výboru na obranu nespravedlivě stíhaných.
Po roce 1989 byl zaměstnán jako knihovník na Pražském hradě, přispíval do Respektu a Kritické přílohy Revolver Revue, působil v redakci časopisu Střední Evropa a ve Státním fondu pro podporu a rozvoj české kinematografie. Roku 1999 signatářem monarchistického prohlášení Na prahu nového milénia.
Jedním z počinů Andreje Stankoviče bylo udělování Ceny samozvanců, a to „mimořádnému, leč konformní a zvulgarizovanou filmovou kritikou přehlíženému tvůrčímu počinu v oblasti české kinematografie“.

## Laureáti Ceny samozvanců
- 1999(?): Jan Němec za film Jméno kódu: Rubín
- 2000(?): Radim Špaček za snímek Rychlé pohyby očí
- 2001: Karel Vachek za film Bohemia Docta – Andrej Stankovič udělil cenu Karlu Vachkovi v nemocnici Na Bulovce.
- 2011: Miloš Fryš a jeho spolupracovníci v nakladatelství Camera obscura

Na protest proti všeobecné bulvarizaci českého kulturního prostředí se na podzim 2002 rozhodla v tradici Stankovičových cen pokračovat skupina Samozvanci, resp. skupina „stoupenců kritických intencí Andreje Stankoviče“. Od června 2003 uděluje každoročně ve spolupráci s Národním filmovým archivem v Praze Cenu Andreje „Nikolaje“ Stankoviče.

## Osobní život
Jeho manželka Olga Stankovičová (1945–2011) byla také disidentka, politická aktivistka a signatářka Charty 77.

## Ocenění
Laureát Ceny Revolver Revue za rok 2000.
V roce 2012 mu byla udělena Cena Václava Bendy in memoriam.